# 마이클 Q. 슈미트

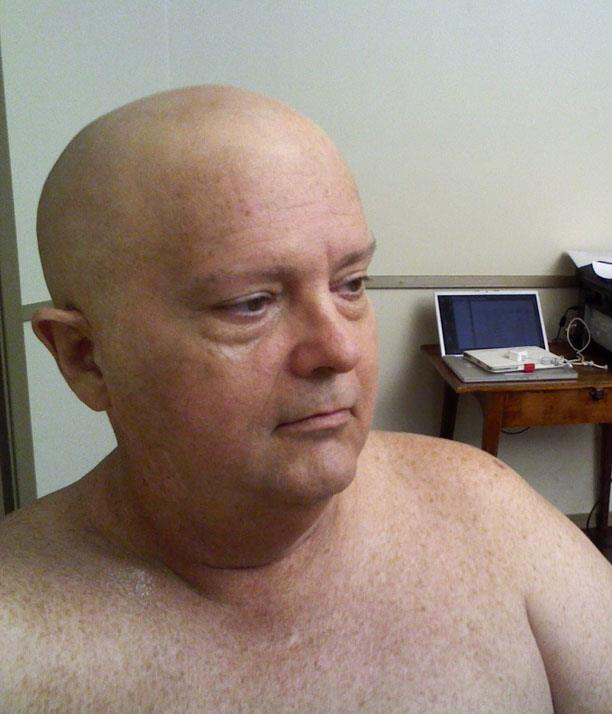

마이클 Q. 슈미트(Michael Q. Schmidt, 1953년 4월 20일 ~ )는 미국의 배우, 텔레비전 배우이다.
휘티어에서 태어났다.

## 영화
- 긴장성 분열증 (2015년)
- 굿 사탄 (2012년)
- 엑시트 6011 마일즈 (2008년)
- 블라인드 앰비션 (2008년)
- 어제는 거짓말이었다 (2008년)
- 살인마 가족 (2008년)
- 엠허스트 (2008년)
- 더 프로세션 (2007년)
- 스나이퍼 페트롤 (2007년) - 내레이션 역
- 캔디 샵 (2007년)
- 로스트 러브 (2007년)
- 팀 앤 에릭 오섬 쇼, 그레이트 잡! (2007년)
- 스키드 마크 (2007년)
- 픽션의 몰락 (2002년)